# Dietmar Placzek
Dietmar Placzek (* 17. Mai 1951 in Gelsenkirchen) ist ein deutscher Bauingenieur für Geotechnik.

## Biografie
Placzek wuchs in Gelsenkirchen auf, besuchte dort das Gymnasium und studierte nach dem Abitur und dem Wehrdienst Konstruktiven Ingenieurbau an der Ruhr-Universität Bochum; 1976 erwarb er sein Diplom. 1976 arbeitete er noch während seines Studiums im Erdbaulaboratorium Essen (ELE). 1977 wechselte er als wissenschaftlicher Mitarbeiter an das Institut für Grundbau und Bodenmechanik, Felsmechanik und Tunnelbau der Universität Essen unter der Leitung von Helmut Nendza, bei dem er 1982 promovierte mit dem Thema Das Schwindverhalten bindiger Böden bei der Trocknung unter natürlichen Randbedingungen. Seine Dissertation entstand aus der wissenschaftlichen Bearbeitung zahlreicher Schadensfälle in Bergbaugebieten, die nicht auf den Bergbau zurückgeführt werden konnten. Ab 1983 war er zunächst als Abteilungsleiter und ab 1994 Gesellschafter und Geschäftsführer der ELE Beratende Ingenieure GmbH in Essen tätig.
Seit 1996 ist er staatlich anerkannter Prüfsachverständiger für Erd- und Grundbau und Gutachter für Baumaßnahmen im Eisenbahnbau, Sachgebiet Geotechnik. Es folgten die öffentlichen Bestellungen und Vereidigungen als Sachverständiger für Bodenmechanik, Erd- und Grundbau, Gründungsschäden (1998, IHK Essen) und als Sachverständiger für Bergbauliche Einwirkungen auf die Tagesoberfläche. Seit 2000 ist er Honorarprofessor an der Universität Essen.
Placzek ist seit Ende der 1970er Jahre mit Untersuchungen von Bergschäden und Pseudobergschäden ebenso befasst, wie mit der Entwicklung notwendiger Sicherungsmaßnahmen. Weitere wissenschaftliche Arbeiten betreffen die Grundwasserspiegelabsenkung und die damit verbundenen Senkungen der Geländeoberfläche, das Tragverhalten von unterschiedlichen Pfählen und Möglichkeiten zur Pfahltragfähigkeitserhöhung, sowie die Berechnung und Bemessung großer, kreisrunder und horizontal nicht gestützter Baugrubenwände und die Interaktion Bauwerk – Baugrund bei großflächigen Gründungen. Daneben beschäftigt er sich mit geotechnischen Fragen des Tunnelbaus im Hinblick auf die Standsicherheit und die baugrundbedingten Risiken.
Als Beratender Ingenieur war er mit seinem Ingenieurbüro unter anderem bei Kraftwerksgründungen, Neubaustrecken der DB, z. B. Köln-Rhein/Main, U- und Stadtbahntunneln, z. B. Köln, Düsseldorf, Berlin, und den Parlamentsbauten in Bonn tätig.
Er ist seit 1985 Mitglied des Arbeitskreises Pfähle der Deutschen Gesellschaft für Geotechnik (DGGT), deren Vorstand er seit 2002 angehört und seit 2002 im Deutschen Ausschuss für unterirdisches Bauen.

## Schriften
- mit Rolf Bielecki, Manfred Messing, Frank Schwarzer Zielgenau bis ans Ende des Tunnels. Handbuch für die Bauvorbereitung, Vermessung und Bauüberwachung von Schildvortrieben. Verlag Ernst & Sohn, Berlin 2016, ISBN 978-3-433-03114-8, S. 330.
- Gründungen in Bergbaugebieten. In: Grundbau-Taschenbuch, Teil 3, 7. Auflage, Ernst & Sohn, Berlin 2009, ISBN 978-3-433-01846-0, S. 40.